# 蔡村镇 (泾县)
蔡村镇，是中华人民共和国安徽省宣城市泾县下辖的一个乡镇级行政单位。

## 行政区划
蔡村镇下辖以下地区：
蔡村村、上胡村、泉峰村、河冲村、大康村、小康村、毛田村、爱民村和宋村村。